# Gryllus (mythologie)
Gryllus is in de Griekse mythologie een vriend van Odysseus. Als in het verhaal van de Odyssee Odysseus en zijn vrienden op het eiland Aeaea aankomen, gaat een groepje onder leiding van Eurylochos op onderzoek uit. Ze ontmoeten de tovenares Circe, die hen in varkens verandert. De varkens behouden echter wel hun menselijke verstand. Later worden de vrienden weer tot mens getoverd.
Gryllus is ook de titel van een van de geschriften in de Moralia van de Griekse schrijver Plutarchus. Het is een humoristische tekst waarin Gryllus, als varken, in debat gaat met Odysseus over de voor- en nadelen van het varken-zijn. Gryllus geeft de voorkeur aan zijn bestaan als varken, want hij vindt dat qua zelfbeheersing en begeerten de mensen onder de dieren staan. Hij doelt hier vooral op de menselijke vraatzucht.